# Beretta M9
La Beretta M9 è una pistola semiautomatica, progettata per il calibro 9 × 19 mm Parabellum, costruita dalla Beretta Holding e data in dotazione alle forze armate degli Stati Uniti dal 1985 al 2017. È essenzialmente una Beretta 92, conforme alle specifiche militari del Dipartimento della difesa degli Stati Uniti d'America.

## Storia
Nel 1978 la Beretta 92S venne adottata dall'Esercito Italiano che assegnò la pistola all'allora 9º Battaglione d'Assalto "Col Moschin"; alcuni anni dopo venne assegnata alla Brigata Paracadutisti "Folgore" mentre questa era impegnata nell'operazione Italcon 2, in Libano (1982-1984). 
La distribuzione della Beretta 92 proseguì all'Esercito negli anni '80 del passato secolo, con ritmi decisamente lenti, assegnando la pistola ai Reparti che costituivano il contingente italiano all'AMF (Gruppo Tattico "Susa") tratto dalla Brigata Alpina "Taurinense" nonché a quelli facenti parre della F.I.R. (Forza d'intervento Rapido). 
Solo dopo la metà degli anni '90 del passato secolo la Beretta 92, nelle versioni SB e FS, venne consegnata in numeri tali da permettere la radiazione della Beretta M34. 
Nel 1979 il Dipartimento della Difesa americano lancia un concorso per sostituire la pistola d'ordinanza in dotazione all'esercito statunitense dal 1924, la Colt M1911A1.
Nei test americani del 1980, la Beretta 92S-1 venne preferita ai modelli presentati da Colt, Smith & Wesson, Walther, Star, Fabrique Nationale e Heckler & Koch. I test prevedevano, fra l'altro, il funzionamento dopo una esposizione a temperature variabili tra i -40 °C e i +60 °C, permanenza in acqua salata, caduta ripetuta sul cemento e seppellimento sotto sabbia, fango e neve; durante questi test la Beretta superò l'esame MRBF (mean rounds before failure, ossia dopo quanti colpi efficaci si è avuto un colpo fallito) con un risultato sorprendente: 35000 a 1, corrispondente a circa cinque volte gli spari possibili nella vita di una pistola. E siccome la Beretta Mod. 92SB superò tutti i test senza problemi, in contrapposizione alle armi concorrenti messe a punto da Colt, Smith & Wesson e SIG Sauer, nel 1985 venne adottata ufficialmente dall'esercito statunitense, nonostante innumerevoli ricorsi e azioni "campanilistiche".
Per l'adozione definitiva, le Forze Armate Statunitensi richiesero alcune altre modifiche, tipo la canna cromata internamente per migliorare l'anticorrosione, il ponticello del grilletto squadrato di tipo "combat" per la presa a due mani, e la posizione longitudinale dell'anello porta-correggiolo, riposizionato alla base dell'impugnatura, nonché una finitura superficiale più resistente della normale brunitura; infine fu scelta la finitura costituita da polveri epossidiche ad alta resistenza, di colore nero-opaco. Era nata così la Beretta Mod 92SB/F, più comunemente detta 92 F.
La Pietro Beretta, modificò ulteriormente l'arma, aggiungendo una "sicura passiva": si tratta di un disco metallico, nascosto dalla guancetta di impugnatura, incernierato sul perno del cane. Tale disco fuoriesce per oltre due millimetri dalla guida inferiore del fusto, sul lato sinistro, e va ad impegnare un recesso ricavato nella guida carrello, in modo che, nella remota ipotesi di rottura del tronco posteriore del carrello stesso, questa sicura impedisca al pezzo metallico di colpire l'operatore.

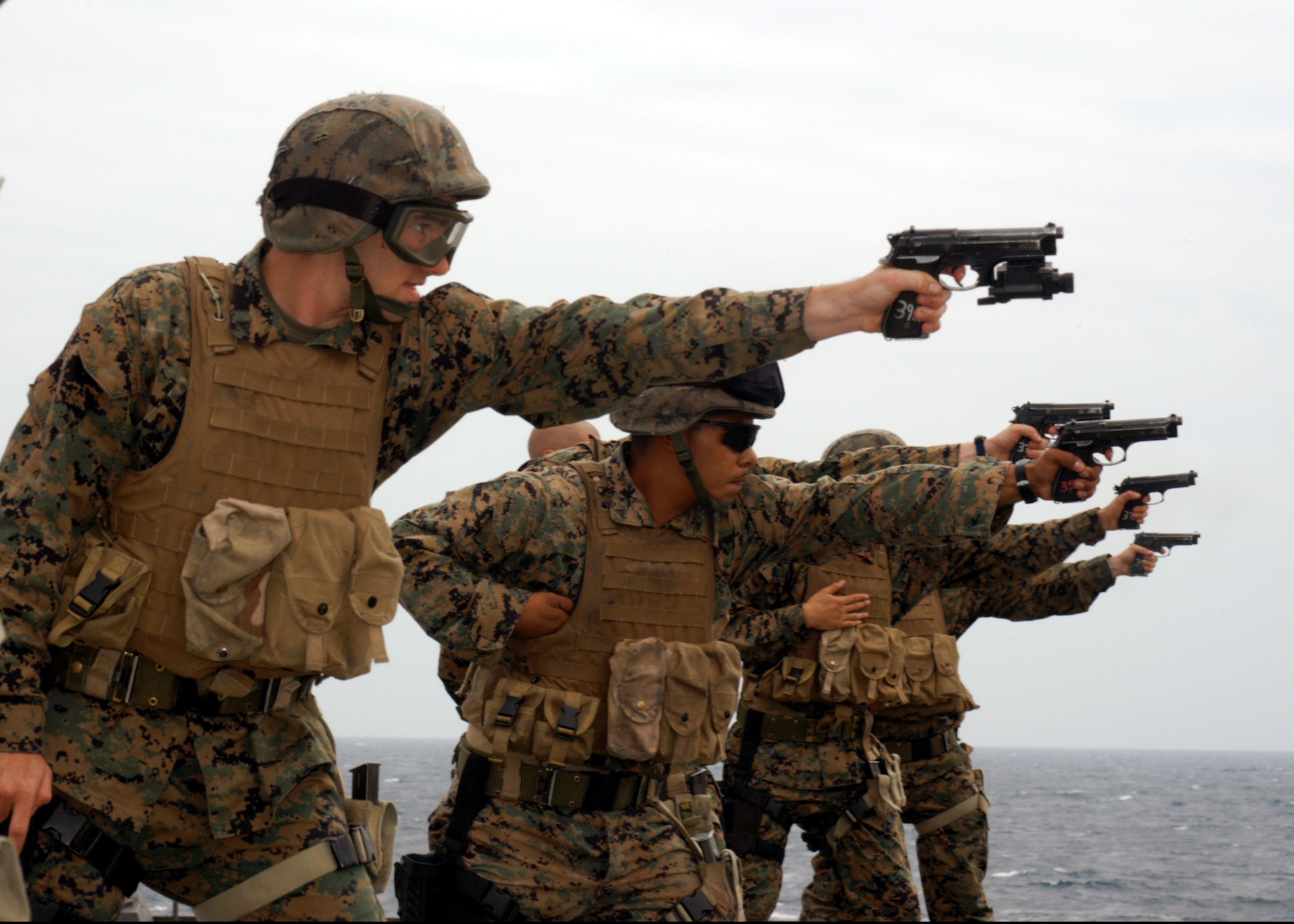
Marines statunitensi che si addestrano con l'M9 a bordo della USS Blue Ridge nel marzo 2005.

Il prodotto che ne derivò fu una nuova versione, la Beretta Mod. 92FS, designata come "M9" dagli americani. Venne adottata negli anni Ottanta ed è tuttora prodotta in Maryland dalla Beretta USA Corp., sita in Accokeek, azienda parte del gruppo Beretta Holding. La M9 verrà adottata sia dalla US Army nel 1985, per entrare ufficialmente in servizio nel 1990, che dalla US Coast Guard, mentre la US Air Force scelse la versione 92SB ed il corpo dei Marines adottò la Beretta M9A1 (con castello di tipo Special Duty). Fu adottata anche da parecchie agenzie di polizia USA e dalla Polizia canadese, nonché da forze armate e di polizia di altri Paesi del mondo; in alcuni paesi viene attualmente prodotta su licenza e con varie denominazioni.
Ancora nel 2012 Beretta USA annuncia che lo U.S. Army ha acquistato 100.000 pistole M9 e che "rimarrà la sua arma da fianco per i prossimi cinque anni".
Nel mese di dicembre 2014, Beretta USA presenta la sua versione modulare, la M9A3.
I vari progetti per sostituire la M9 (Future Handgun System, che si fuse con il programma SOF Combat Pistol per la Joint Combat Pistol (JCP) divenuto infine Combat Pistol) non furono mai stati completati con successo.
Nel gennaio 2017 la Beretta, dopo 27 anni di forniture all'esercito statunitense, perse la commessa da 580,2 milioni di dollari a favore dell'azienda svizzero-tedesca SIG Sauer, che si aggiudicò 10 anni di forniture riguardanti l'arma da fianco e le munizioni; la commessa scadrà nel gennaio 2027. L'arma che in questi anni di transizione sostituirà la Beretta M9, sarà la SIG Sauer P320 premiata per flessibilità di calibro (9 mm, .40 S&W e .45 ACP) e impugnatura, mentre la Beretta aveva presentato il modello APX.